# Andrzej Yakichi
Andrzej Yakichi (ur. 1615; zm. 2 października 1622 w Nagasaki) – japoński męczennik i błogosławiony Kościoła katolickiego.

## Życiorys
Andrzej Yakichi urodził się w 1615 roku. Jego matką była Łucja, ojcem Ludwik, a bratem Franciszek. W czasie prześladowań chrześcijan został stracony przez ścięcie razem z rodzicami i bratem.

## Beatyfikacja
Beatyfikowany 7 lipca 1867 roku przez papieża Piusa IX w grupie 205 męczenników japońskich.